# Plaques de matrícula de Colorado

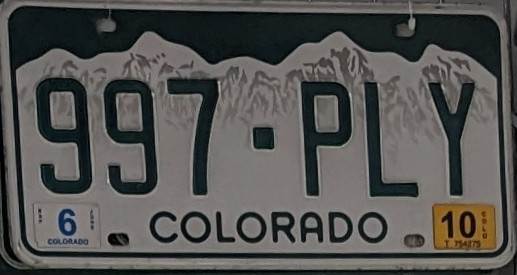
Model de matrícula de Colorado del 2000 al 2015.

Les Plaques de matrícula de Colorado es componen, des de mitjan 2018, d'un sistema de combinació alfanumèric format per quatre lletres i dues xifres separades en dos grups de tres caràcters cadascun i separats per un guinet (ex. ABC D12) Els caràcters són de color verd fosc sobre un fons d'imatge reflectant d'unes muntanyes blanques i grises amb fons verd. El nom de l'estat, "COLORADO", apareix centrat a la part inferior també en color verd.
Les plaques són emeses per la Divisió de Vehicles a Motor de Colorado i és obligatori portar dues plaques, una al davant i l'altra a la part posterior del vehicle.

## Història
Les ciutats de l'estat de Colorado van començar a registrar els vehicles de motor des del 1906. Durant els set anys següents, molts municipis van requerir als propietaris d'aquests vehicles que mostressin les matrícules als seus automòbils, inclosos Canon, Denver (sembla que des del 1902), Pueblo, Florence, Mancos, Colorado Springs i Colorado City. Però va ser l'any 1913 que es va aprovar la primera llei estatal que obligava a registrar els vehicles a motor i que invalidava les normatives locals.

### Models de 1913 fins 1949
| Imatge | Data d'expedició | Disseny | Lema       | Combinació utilitzada | Notes |
| ------ | ---------------- | --- | ---------- | --------------------- | --- |
|        | 1913             | Caràcters en negre sobre fons blanc. "COLO" i "1913" en vertical a esquerra i dreta respectivament.         | Sense lema | 12345                 | La mida de les plaques és de: 2 caràcters (5" x 7 1/4"), 3 caràcters (5" x 8 3/8"), 4 caràcters (5" x 10 5/8") i 5 caràcters (5" x 12").                                                       |
|        | 1914             | Caràcters en blanc sobre fons blau marí. "COLO" i "1914" en vertical a esquerra i dreta respectivament.     | Sense lema | 12345                 | Les mides canvien a: 2-3 caràcters (5" x 8 3/8"), 4 caràcters (5" x 10 3/8") i 5 caràcters (5" x 12").                                                                                         |
|        | 1915             | Caràcters en negre sobre fons groc. "COLO" i "1915" en vertical a esquerra i dreta respectivament.          | Sense lema | 12345                 | |
|        | 1916             | Caràcters en blanc sobre fons marró. "COLO" i "1916" en vertical a esquerra i dreta respectivament.         | Sense lema | 12345                 | Primera placa en relleu. Les mides canvien a: 2-3 caràcters (5 3/8" x 9 1/2"), 4 caràcters (5 3/8" x 11 1/4") i 5 caràcters (5 3/8" x 13 1/8").                                                |
|        | 1917             | Caràcters en negre sobre fons rosa. "COLO" i "1917" en vertical a esquerra i dreta respectivament.          | Sense lema | 12345                 | |
|        | 1918             | Caràcters en blanc sobre fons negre. "COLO" i "1918" en vertical a esquerra i dreta respectivament.         | Sense lema | 123-456               | Canvi de mides a: 3 caràcters (5 3/8" x 8 7/8"), 4 caràcters (5 3/8" x 10 7/8"), 5 caràcters (5 3/8" x 12 7/8") i 6 caràcters (5 3/8" x 15").                                                  |
|        | 1919-20          | Caràcters en platejat sobre fons marró fosc. "COLO" centrat a dalt.                                         | Sense lema | 123-456               | Revalidada pel 1920 amb una etiqueta blau marí. Canvi de mides a: 3 caràcters (5 1/2" x 10 1/4"), 4 caràcters (5 1/2" x 12 1/2"), 5 caràcters (5 1/2" x 14 1/4") i 6 caràcters (5 1/2" x 16"). |
|        | 1920             | Caràcters en platejat sobre fons marró fosc. "COLO" i "1920" en vertical a esquerra i dreta respectivament. | Sense lema | 123-456               | Només emeses per a nous registres. Canvi de mides a: 3 caràcters (5 1/2" x 8 5/8"), 4 caràcters (5 1/2" x 11 1/2"), 5 caràcters (5 1/2" x 13 1/2") i 6 caràcters (5 1/2" x 15 3/8").           |
|        | 1921             | Caràcters en platejat sobre fons blau marí. "COLO-1921" centrat a dalt.                                     | Sense lema | 123-456               | Canvi de mides a: 1-5 caràcters (5" x 10 1/4"), 6 caràcters (5" x 12"). |
|        | 1922             | Caràcters en negre sobre fons blanc. A la dreta "COLO" en diagonal i "22" sota seu.                         | Sense lema | 123-456               | Canvi de mides a: 1-3 caràcters (5 1/2" x 10 1/4"), 4 caràcters (5 1/2" x 12"), 5 caràcters (5 1/2" x 14 3/4") i 6 caràcters (5 1/2" x 16").                                                   |
|        | 1923             | Caràcters en blanc sobre fons negre. "COLO. 1923" centrat a baix.                                           | Sense lema | 123-456               | Canvi de mides a: 1-4 caràcters (6" x 10"), 5 caràcters (6" x 12") i 6 caràcters (6" x 14") fins al 1929.                                                                                      |
|        | 1924             | Caràcters en negre sobre fons blanc. "COLO. 1924" centrat a baix.                                           | Sense lema | 123-456               | |
|        | 1925             | Caràcters en blanc sobre fons granat. "COLO. 1925" centrat a baix.                                          | Sense lema | 123-456               | |
|        | 1926             | Caràcters en blanc sobre fons verd. "COLO. 1926" centrat a baix.                                            | Sense lema | 123-456               | |
|        | 1927             | Caràcters en blanc sobre fons negre. "COLO. 1927" centrat a baix.                                           | Sense lema | 123-456               | |
|        | 1928             | Caràcters en granat sobre fons crema. "COLO. 1928" centrat a baix.                                          | Sense lema | 123-456               | |
|        | 1929             | Caràcters en blanc sobre fons granat. "COLO. 1929" centrat a baix.                                          | Sense lema | 123-456               | |
|        | 1930             | Caràcters en carabassa sobre fons negre. "COLORADO-1930" centrat a baix.                                    | Sense lema | 123-456               | Primera placa amb el nom sencer de l'estat. Les mides s'unifiquen a 5 1/2" x 12". |
|        | 1931             | Caràcters en negre sobre fons carabassa. "COLORADO-1931" centrat a baix.                                    | Sense lema | 123-456               | Canvi de mides a: 2-6 caràcters (5 1/2" x 12 1/2") i 7 caràcters (5 1/2" x 14 7/8"). |
|        | 1932             | Caràcters en carabassa sobre fons negre. "COLORADO 1932" centrat a baix.                                    | Sense lema | 1-12-345 12-1-234     | S'introdueixen els codis de comtat numèrics. |
|        | 1933             | Caràcters en negre sobre fons carabassa. "COLORADO 1933" centrat a baix.                                    | Sense lema | 1-12-345 12-1-234     | |
|        | 1934             | Caràcters en groc sobre fons negre. "COLORADO 1934" centrat a baix.                                         | Sense lema | 1-12-345 12-1-234     | |
|        | 1935             | Caràcters en negre sobre fons groc. "COLO.1935" centrat a dalt.                                             | Sense lema | 1-12-345 12-1-234     | Canvi de mides a: 2-6 caràcters (5 1/4" x 12 1/2") i 7 caràcters (5 1/4" x 14 7/8"). |
|        | 1936             | Caràcters en blanc sobre fons blau marí. "COLO.1936" centrat a dalt.                                        | Sense lema | 1-12-345 12-1-234     | |
|        | 1937             | Caràcters en negre sobre fons platejat. "COLO.1937" centrat a dalt.                                         | Sense lema | 1-12-345 12-1-234     | |
|        | 1938             | Caràcters en blanc sobre fons turquesa. "19 COLORADO 38" centrat a dalt.                                    | Sense lema | 1-12-345 12-1-234     | |
|        | 1939             | Caràcters en groc sobre fons negre. "19 COLORADO 39" centrat a dalt.                                        | Sense lema | 1-12-345 12-1-234     | |
|        | 1940             | Caràcters en negre sobre fons groc. "19 COLORADO 40" centrat a dalt.                                        | Sense lema | 1-12-345 12-1-234     | |
|        | 1941             | Caràcters en groc sobre fons negre. "19 COLORADO 41" centrat a dalt.                                        | Sense lema | 1-12-345 12-1-234     | |
|        | 1942             | Caràcters en blanc sobre fons granat. "19 COLORADO 42" centrat a dalt.                                      | Sense lema | 1-12-345 12-1-234     | |
|        | 1943-44          | Caràcters en groc sobre fons negre. "19 COLORADO 43" centrat a dalt.                                        | Sense lema | 1-12-345 12-1-234     | Revalidada pel 1944 amb un adhesiu degut a la preservació de metall per a la Segona Guerra Mundial.                                                                                            |
|        | 1945             | Caràcters en blanc sobre fons negre. "19 COLORADO 45" centrat a dalt.                                       | Sense lema | 1-12-345 12-1-234     | |
|        | 1946             | Caràcters en groc sobre fons negre. "19 COLORADO 46" centrat a baix.                                        | Sense lema | 1-12-345 12-1-234     | |
|        | 1947             | Caràcters en negre sobre fons groc. "19 COLORADO 47" centrat a baix.                                        | Sense lema | 1-123456 12-12345     | |
|        | 1948             | Caràcters en negre sobre fons blanc. "19 COLORADO 48" centrat a dalt.                                       | Sense lema | 1-123456 12-12345     | |
|        | 1949             | Caràcters en groc sobre fons negre. "19 COLORADO 49" centrat a baix.                                        | Sense lema | 1-123456 12-12345     | |

### Models de 1950 fins 1972
El 1956, el Canadà i els Estats Units d'Amèrica van arribar a un acord amb l'Associació Americana d'Administradors de Vehicles de Motor, l'Associació de Fabricants d'Automòbils i el Consell Nacional de Seguretat en que es concretava una mida única de les plaques de vehicles de passatgers a 150 mm per 300 mm (6 per 12 polzades), amb forats per poder-les muntar espaiats 180 mm (7 polzades), tot i que les dimensions o poden variar lleugerament segons la jurisdicció. A partir del 1952 s'adopta aquest estàndard, tot i que l'estàndard dels forats pels caragols no s'adopta fins al 1957.
| Imatge | Data d'expedició | Disseny | Lema                                  | Combinació utilitzada                                   | Notes |
| ------ | ---------------- | --- | ------------------------------------- | ------------------------------------------------------- | --- |
|        | 1950             | Caràcters en verd sobre fons blanc. "19 COLORADO 50" centrat a baix.                                               | "COLORFUL" centrat a dalt.            | 1-123456 12-12345                                       | Primera placa amb lema. Canvi de mides a les de 1931.                                                                                             |
|        | 1951-52          | Caràcters en negre sobre fons blanc. "19 COLORADO 51" centrat a baix.                                              | "COLORFUL" centrat a dalt.            | 1-123456 12-12345                                       | Revalidada pel 1952 amb pestanyes grogues degut a la preservació de metall per a la Guerra de Corea.                                              |
|        | 1953             | Caràcters en verd sobre fons groc. "19 COLORADO 53" centrat a baix.                                                | "COLORFUL" centrat a dalt.            | 1-123456 12-12345                                       | |
|        | 1954             | Caràcters en blanc sobre fons negre. "19 COLORADO 54" centrat a baix.                                              | "COLORFUL" centrat a dalt.            | 1-1234 A1-1234 1A-1234 10-1234 A10-123 10A-123          | |
|        | 1955             | Caràcters en negre sobre fons blanc. "COLORADO" centrat a baix.                                                    | "Colorful" en cursiva centrat a dalt. | A/1 1234 A/10 1234                                      | S'introdueix la placa de mides estàndard 6" x 12".                                                                                                |
|        | 1956             | Caràcters en blanc sobre fons negre. "19 COLORADO 56" centrat a baix.                                              | Sense lema                            | A:1234 2:12345 A/10 1234                                | La primera combinació és utilitzada al comtat de Denver, la segona als comtats d'Arapahoe, Jefferson i Adams; i la tercera a la resta de comtats. |
|        | 1957             | Caràcters en negre sobre fons carabassa. "19 COLORADO 57" centrat a baix.                                          | Sense lema                            | 123-456 A/10 1234 2-12345 14-1234                       | |
|        | 1958             | Caràcters en verd sobre fons verd clar. Figura d'esquiador a la dreta i "COLORADO 58" a baix desplaçat a la dreta. | "Colorful" centrat a dalt.            | A/B 123 2 123 2/A 123 A/2 123 1/0 123 10/A 123 A/10 123 | |
|        | 1959             | Caràcters en blanc sobre fons verd. "19 COLORADO 59" centrat a baix.                                               | "Colorful" centrat a dalt.            | AB-1234                                                 | Les lletres "I", "O" i "Q" no s'utilitzen. això continua fins a principis de la dècada de 1990.                                                   |
|        | 1960-61          | Caràcters en verd sobre fons blanc. "19 COLORADO 60" centrat a baix.                                               | Sense lema                            | AB-1234                                                 | revalidada pel 1961 amb adhesius. |
|        | 1962             | Caràcters en blanc sobre fons verd. "19 COLORADO 62" centrat a baix.                                               | Sense lema                            | AB-1234                                                 | |
|        | 1963             | Caràcters en verd sobre fons blanc. "19 COLORADO 63" centrat a dalt.                                               | Sense lema                            | AB-1234                                                 | |
|        | 1964             | Caràcters en blanc sobre fons verd. "19 COLORADO 64" centrat a baix.                                               | Sense lema                            | AB-1234                                                 | |
|        | 1965             | Caràcters en verd sobre fons blanc. "19 COLORADO 65" centrat a dalt.                                               | Sense lema                            | AB-1234                                                 | |
|        | 1966             | Caràcters en blanc sobre fons verd. "19 COLORADO 66" centrat a baix.                                               | Sense lema                            | AB-1234                                                 | |
|        | 1967             | Caràcters en verd sobre fons blanc. "19 COLORADO 67" centrat a dalt.                                               | Sense lema                            | AB-1234                                                 | |
|        | 1968             | Caràcters en blanc sobre fons verd. "19 COLORADO 68" centrat a baix.                                               | Sense lema                            | AB-1234                                                 | |
|        | 1969             | Caràcters en verd sobre fons blanc. "19 COLORADO 69" centrat a dalt.                                               | Sense lema                            | AB-1234                                                 | |
|        | 1970             | Caràcters en blanc sobre fons verd. "19 COLORADO 70" centrat a baix.                                               | Sense lema                            | AB-1234                                                 | |
|        | 1971             | Caràcters en verd sobre fons blanc. "19 COLORADO 71" centrat a dalt.                                               | Sense lema                            | AB-1234                                                 | |
|        | 1972             | Caràcters en blanc sobre fons verd. "19 COLORADO 72" centrat a baix.                                               | Sense lema                            | AB-1234                                                 | |

### Models de 1973 fins avui dia
| Imatge | Data d'expedició            | Disseny | Lema                         | Combinació utilitzada | Notes |
| ------ | --------------------------- | --- | ---------------------------- | --- | --- |
|        | 1973                        | Caràcters en verd sobre fons blanc. "19 COLORADO 73" centrat a baix.                                                               | "Colorful" centrat a dalt.   | AB-1234 | |
|        | 1974                        | Caràcters en blanc sobre fons verd. "19 COLORADO 74" centrat a baix.                                                               | "Colorful" centrat a dalt.   | AB-1234 | |
|        | 1975-76                     | Caràcters en vermell sobre fons blanc i blau reflectant. "19 colorado 75" centrat a baix.                                          | "centennial" centrat a dalt. | AB-1234 | Revalidada pel 1976 amb adhesius. Commemoració del centenari de l'estat de Colorado. Premiada com a "Placa de l'any" a la millor matrícula nova de 1975 per l'Associació de Col·leccionistes de Matrícules d'Automòbils (ALPCA) |
|        | 1976                        | Caràcters en vermell sobre fons blanc. "19 COLORADO" centrat a baix.                                                               | "CENTENNIAL" centrat a dalt. | AB-1234 | Emesa al finalitzar les plaques del centenari. |
|        | 1977-81                     | Caràcters en blanc sobre fons reflectant verd. "COLORADO" centrat a baix.                                                          | Sense lema                   | AB-1234 | |
|        | 1982-juny 1992              | Caràcters en blanc sobre fons reflectant verd. "COLORADO" centrat a baix.                                                          | Sense lema                   | ABC-123 | |
|        | Juliol 1992 - desembre 1999 | Caràcters en blanc sobre fons reflectant verd. "COLORADO" centrat a baix.                                                          | ABC123                       | Les lletres "I" i "O" s'afegeixen a la combinació. Amb l'addició de la lletra O, la xifra '0' es va canviar per a una millor diferenciació. | |
|        | 2000-mitjan 2015            | Caràcters en verd fosc sobre fons d'imatge reflectant d'unes muntanyes blanques i grises amb fons verd. "COLORADO" centrat a baix. | Sense lema                   | 123-ABC | La lletra "Q" no s'introdueix fins a principis de 2013. |
|        | mitjan 2015 - mitjan 2018   | Caràcters en verd fosc sobre fons d'imatge reflectant d'unes muntanyes blanques i grises amb fons verd. "COLORADO" centrat a baix. | Sense lema                   | ABC-123 | La lletra "Q" s'afegeix a cada posició, seguida de la lletra "O". |
|        | mitjan 2018 - avui dia      | Caràcters en verd fosc sobre fons d'imatge reflectant d'unes muntanyes blanques i grises amb fons verd. "COLORADO" centrat a baix. | Sense lema                   | ABC-D12 | |

## Codis

Mapa dels 64 comtats actuals de l'estat de Colorado.

Colorado va establir ja el 1932 un sistema numèric de codis de comtat (63 en total) per a les matrícules del vehicles de passatger i les motocicletes. Aquests codis es van utilitzar fins al 1958 (excepte al comtat de Denver, que el va utilitzar-lo per última vegada el 1955). Els codis de dues lletres van substituir els codis numèrics el 1959. El pas a plaques de validesa plurianual a mitjans dels anys 1970 va provocar que diversos comtats esgotessin els codis de dues lletres i se'n assignessin de nous. El 1982 es van introduir els codis de tres lletres pels vehicles de passatgers mentre que les plaques de motocicletes van continuar utilitzant codis de dues lletres.
La següent taula mostra els codis de comtat utilitzats en els tres períodes diferents:
| Nom del comtat | Codi numèric, 1932–58 | Codi de dues lletres, 1959–81 | Codi de tres lletres, 1982–99               |
| -------------- | --------------------- | ----------------------------- | ------------------------------------------- |
| Denver         | 1                     | AA–CV                         | AAA–BMJ                                     |
| Pueblo         | 2                     | GP–HD                         | VEZ–VPA                                     |
| Weld           | 3                     | HY–JM                         | WAA–WME                                     |
| El Paso        | 4                     | JX–LL, FR–FV                  | KAA–LGR                                     |
| Las Animas     | 5                     | LM–LN                         | UAA–UAV                                     |
| Larimer        | 6                     | LU–MK, FX–FY                  | FHA–FXT                                     |
| Boulder        | 7                     | ML–NF, FH–FP                  | MAA–MSZ                                     |
| Mesa           | 8                     | NG–NT                         | UEJ–ULV                                     |
| Otero          | 9                     | PA–PC                         | UXS–UYW                                     |
| Arapahoe       | 10                    | PH–RP, FA–FG                  | PAA–RHD                                     |
| Jefferson      | 11                    | RS–TD, HG–HW                  | GAA–HKU                                     |
| Adams          | 12                    | TE–UF, GA–GG                  | SAA–SZF                                     |
| Logan          | 13                    | UG–UJ                         | UCB–UDE                                     |
| Fremont        | 14                    | UP–UT                         | EPV–ESU                                     |
| Morgan         | 15                    | UW–UY                         | UVA–UWJ                                     |
| Huerfano       | 16                    | VE                            | EZF–EZU                                     |
| Prowers        | 17                    | VG–VH                         | VDN–VEJ                                     |
| Delta          | 18                    | VL–VN                         | EFH–EGZ                                     |
| Yuma           | 19                    | VS–VT                         | WTL–WTY                                     |
| La Plata       | 20                    | VV–VY                         | FDF–FFL                                     |
| Montrose       | 21                    | WB–WD                         | USM–UUD                                     |
| Baca           | 22                    | WG                            | EBE–EBK                                     |
| Rio Grande     | 23                    | WJ–WK                         | VVW–VWS                                     |
| Garfield       | 24                    | WM–WR                         | ETW–EWB                                     |
| Conejos        | 25                    | WS                            | EDV–EED                                     |
| Kit Carson     | 26                    | WU–WV                         | WUZ–WVJ                                     |
| Washington     | 27                    | WW                            | WST–WTA                                     |
| Routt          | 28                    | WZ–XA                         | VXA–VXY                                     |
| Bent           | 29                    | XC                            | EBX–ECF                                     |
| Alamosa        | 30                    | XE–XF                         | EAA–EAT                                     |
| Chaffee        | 31                    | XH–XJ                         | FAM–FBN                                     |
| Montezuma      | 32                    | XL–XM                         | UPY–USE                                     |
| Lincoln        | 33                    | XP                            | UBL–UBU                                     |
| Elbert         | 34                    | XS                            | EPB–EPU, DKA–DKC                            |
| Saguache       | 35                    | XU                            | VYP–VYX                                     |
| Crowley        | 36                    | XW                            | EET–EEZ                                     |
| Phillips       | 37                    | XY                            | VBB–VBG                                     |
| Costilla       | 38                    | YA                            | EEL–EES                                     |
| Sedgwick       | 39                    | YB                            | WNL–WNP                                     |
| Gunnison       | 40                    | YD–YE                         | EYC–EYU                                     |
| Lake           | 41                    | YF–YG                         | FCD–FCV                                     |
| Moffat         | 42                    | YJ–YK                         | UNS–UPG                                     |
| Teller         | 43                    | YL                            | WRN–WSS, VZS–VZV                            |
| Eagle          | 44                    | YM–YN, ZT                     | EMB–EPA                                     |
| Kiowa          | 45                    | YP                            | WUS–WUU                                     |
| Cheyenne       | 46                    | YR                            | ECM–ECR                                     |
| Douglas        | 47                    | YS–YT, GM                     | EHW–EMA, FGJ–FGZ, VZZ, WVW–WWF, DAA–DAU     |
| Archuleta      | 48                    | YU                            | FAA–FAK                                     |
| Rio Blanco     | 49                    | YV                            | VVD–VVP                                     |
| San Miguel     | 50                    | YX                            | VZF–VZM                                     |
| Clear Creek    | 51                    | YY–YZ                         | ECU–EDP                                     |
| Custer         | 52                    | ZA                            | EFB–EFE                                     |
| Grand          | 53                    | ZB–ZC                         | EWZ–EXU                                     |
| Park           | 54                    | ZD                            | VAH–VBA, EWW–EWY, EZX–EZZ, VZX–VZY, WWG–WWJ |
| San Juan       | 55                    | ZE                            | VZB–VZC                                     |
| Ouray          | 56                    | ZF                            | VAA–VAE                                     |
| Pitkin         | 57                    | ZG, ZP                        | VBS–VCY                                     |
| Dolores        | 58                    | ZH                            | EHR–EHT                                     |
| Jackson        | 59                    | ZJ                            | FGC–FGE                                     |
| Gilpin         | 60                    | ZK                            | EWN–EWV                                     |
| Summit         | 61                    | ZL, ZR                        | WNZ–WRJ                                     |
| Mineral        | 62                    | ZM                            | UNM–UNN                                     |
| Hinsdale       | 63                    | ZN                            | EZD–EZE                                     |

## Altres tipus

### Personalitzades
Les matrícules personalitzades han de ser del mateix color i disseny que les matrícules dels vehicles de passatgers i han de consistir en qualsevol combinació de xifres o lletres que no superin set (7) caràcters i no menys de dos (2) caràcters. No poden entrar en conflicte amb les plaques existents de qualsevol vehicle ja sigui de passatgers, comercials, remolcs, motocicletes o altres sèries de matrícules especials.

### Especials
Actualment Colorado emet un ampli assortiment de més de 47 dissenys de matrícules especials on els propietaris poden mostrar el seu suport o afiliació a una organització educativa, benèfica o militar. Aquests dissenys també permeten la personalització de la combinació de la matrícula.

### Vehicles elèctrics
Els vehicles elèctrics (també híbrids) poden utilitzar unes plaques amb la mateixa combinació que els vehicles de passatgers amb la frase "ELECTRIC VEHICLE" centrada a baix i els caràcters en color negre separats per un raig groc dins un cercle verd.